# Costa Nhamoinesu
Costa Nhamoinesu (* 6. ledna 1986, Harare) je zimbabwský fotbalový obránce, který hrával za český prvoligový celek AC Sparta Praha, kam přestoupil v červnu 2013 z polského celku Zagłębie Lubin, skončil v červenci 2020. Po konci ve Spartě podepsal jako volný hráč v indickém Kerala Blasters FC. Jako reprezentant Zimbabwe se zúčastnil Afrického poháru národů 2017.

## Klubová kariéra

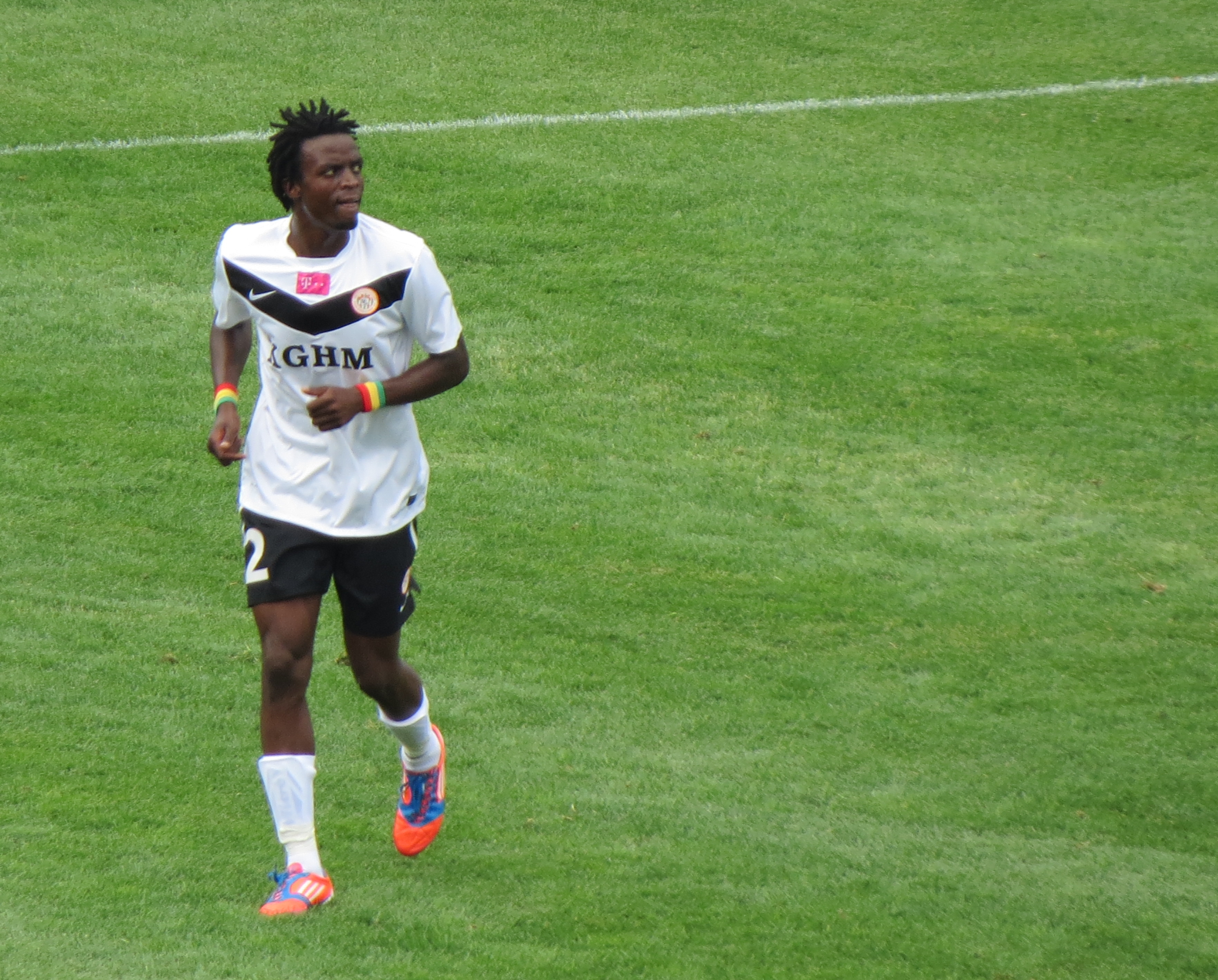
Costa v dresu polského klubu Zagłębie Lubin

Vyrůstal v zimbabwském ghettu a v dětství hrál fotbal s kamarády na ulici. Svoji fotbalovou kariéru začal v zimbabwském klubu Conplant FC. Poté působil v klubech AmaZulu, Masvingo United a Darryn Textiles Africa United. V lednu 2008 odešel hostovat na půl roku do polského celku KS Wisła Ustronianka. V letech 2008–2013 působil v polském celku Zagłębie Lubin, nejprve dva roky na hostování a od roku 2010 nastálo. Od roku 2011 ho v Zagłębie vedl trenér Pavel Hapal.

### AC Sparta Praha
V červnu 2013 se po vypršení smlouvy domluvil na angažmá v AC Sparta Praha. V soutěžním zápase debutoval v prvním utkání druhého předkola Evropské ligy 2013/14 18. července 2013 proti hostujícímu švédskému celku BK Häcken, šel na hřiště v závěru utkání. Sparta neudržela dvoubrankové vedení a remizovala 2:2. Ligovou premiéru v ČR si odbyl při zápase s domácí Vysočinou Jihlava dne 21. 7. 2013, do kterého nastoupil coby hráč základní sestavy. Sparta vyhrála 4:1. První ligový gól vstřelil 31. srpna 2013 proti hostujícímu týmu FC Baník Ostrava, když měl v 64. minutě dost času zorientovat se a přesně vystřelit k tyči.

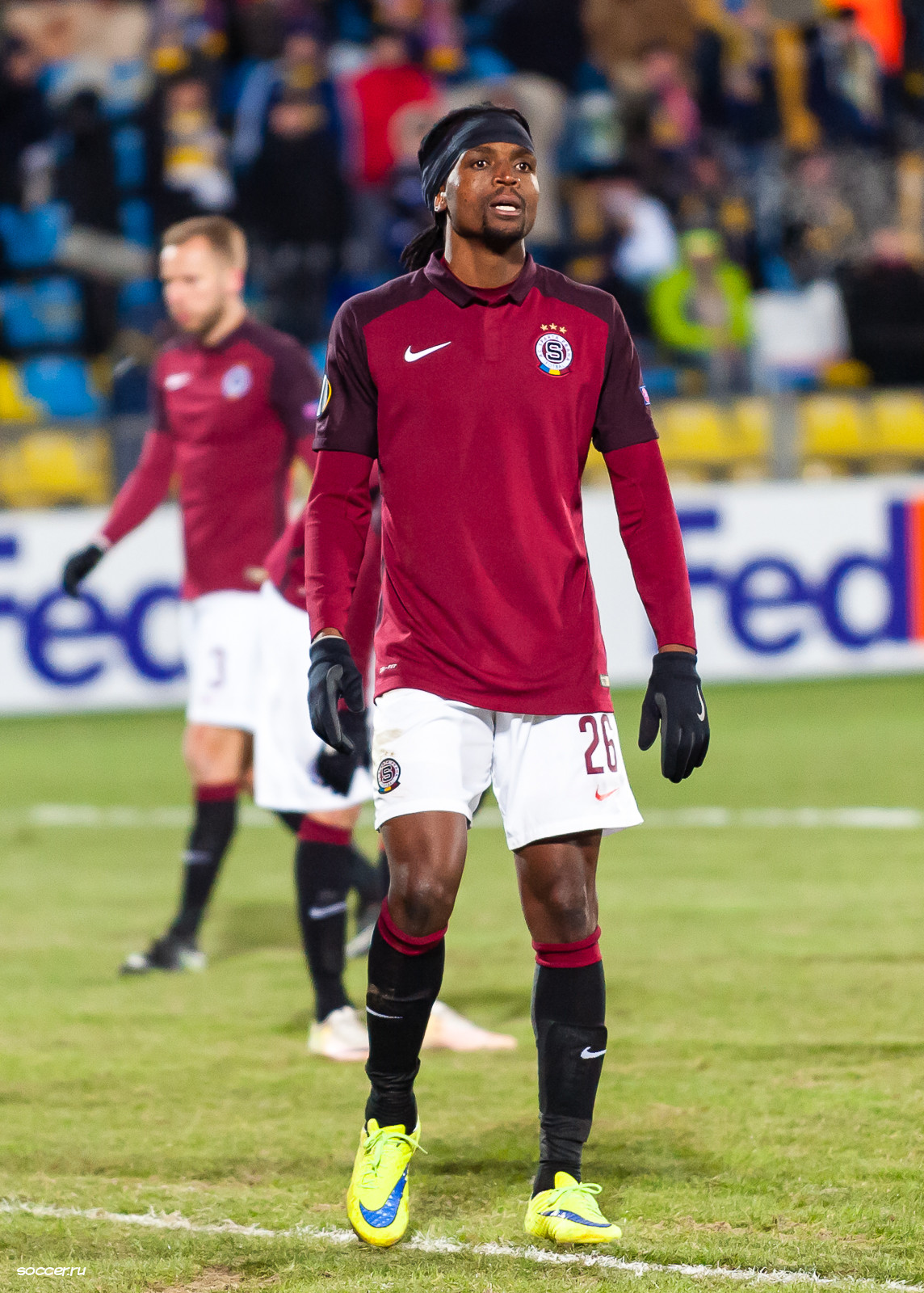
V zápase Evropské ligy UEFA 2016/17 proti FK Rostov

Dříve v prvním poločase odvracel ve vlastním pokutovém území centrovaný míč tak nešťastně, že z toho byl vlastní gól. Sparta nakonec zvítězila 4:1. 2. listopadu 2013 vstřelil druhou branku v ligovém šlágru proti FK Teplice, Sparta zvítězila 2:0. 23. 11. 2013 vstřelil v utkání s Mladou Boleslaví druhý a zároveň vítězný gól. Sparta vyhrála 4:1. V sezóně 2013/14 slavil se Spartou Praha zisk ligového titulu již ve 27. kole 4. května 2014. V sezóně 2013/14 byl vyhlášen nejlepším cizincem české nejvyšší ligy. 17. května 2014 získal se Spartou double po výhře 8:7 v penaltovém rozstřelu ve finále Poháru České pošty proti Viktorii Plzeň, i když ve finálovém duelu nenastoupil (v závěru sezony byl zraněný).
28. května 2015 dostal od disciplinární komise třízápasový distanc za šlápnutí na budějovického Michala Řezáče v utkání předposledního kola Synot ligy 2014/15.

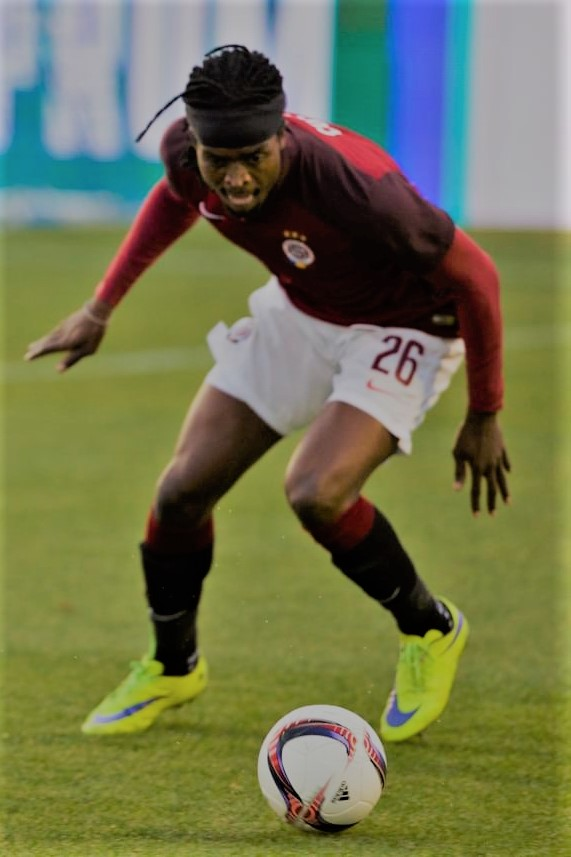
Costa sledující míč

V sezoně 2015/2016 se výrazně podílel na postupu Sparty do Evropské ligy, když se ve 4. předkole proti švýcarskému FC Thun gólově prosadil jako v domácím zápase (výhra 3:1), tak i v odvetě (3:3). Jako člen základní sestavy pomohl týmu vybojovat postup až do čtvrtfinále Evropské ligy 2015/2016. Ve stejném ročníku Synot ligy nastřílel z pozice obránce tři branky (doma i venku s Mladou Boleslaví a v jarním derby se Slavií) a nasbíral 9 žlutých karet. Dne 14. července 2020 oficiálně ve Spartě skončil.

## Reprezentační kariéra
28. března 2016 vstřelil v dresu Zimbabwe svůj první reprezentační gól. V utkání kvalifikace o Pohár afrických národů proti Svazijsku zvyšoval v 59. minutě hlavou na 2:0. Utkání skončilo výhrou Zimbabwe 4:0.